# Magnano in Riviera
Magnano in Riviera (friülà Magnàn) és un municipi italià, dins de la província d'Udine. L'any 2007 tenia 2.351 habitants. Limita amb els municipis d'Artegna, Cassacco, Montenars, Tarcento i Treppo Grande.

## Administració
| Període | Identitat      | Partit        |
| ------- | -------------- | ------------- |
| 2004-   | Mauro Steccati | Llista cívica |